# Windmühle (Bain-de-Bretagne)

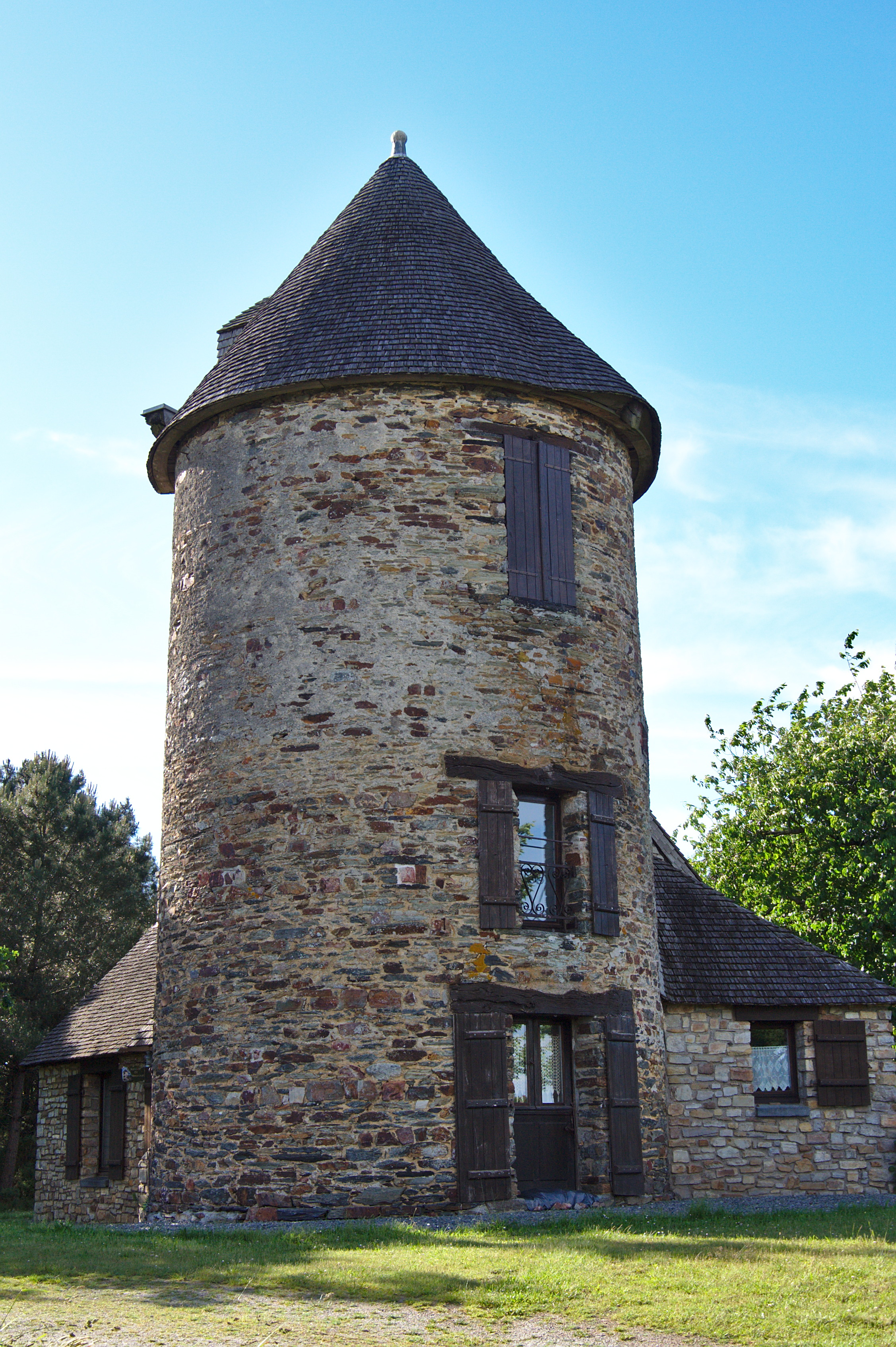
Ehemalige Windmühle in Bain-de-Bretagne (2013)

Die Windmühle in Bain-de-Bretagne, einer französischen Gemeinde im Département Ille-et-Vilaine in der Region Bretagne, wurde in der ersten Hälfte des 19. Jahrhunderts errichtet. Im Jahr 1974 wurde die ehemalige Windmühle im Wohnplatz Pommeniac als Monument historique in die Liste der Baudenkmäler in Frankreich aufgenommen.
Die Mühle, in der bis 1925 Getreide gemahlen wurde, steht auf einer Anhöhe. Der Rundbau mit Kegeldach ist circa acht Meter hoch und aus Bruchsteinmauerwerk errichtet. Der dreigeschossige Bau besitzt im Inneren eine Rundtreppe und Fensterstürze aus Holz.
Das Gebäude wurde zum Wohnhaus umgebaut.